# Manhattan-metriek

'Manhattan'

De Manhattan-metriek, L1-afstand of de L1-norm, voor het eerst onderzocht aan het eind van de 19e eeuw door Hermann Minkowski, is een vorm van meetkunde waarin de gebruikelijke metriek, het begrip van 'afstand' van de euclidische meetkunde wordt vervangen door een nieuwe metriek waarin de 'afstand' tussen twee punten de som is van de absolute verschillen tussen hun coördinaten. Manhattan-metriek verwijst naar de roostervormige opzet van de meeste lanen en straten op het eiland Manhattan, een stadsdeel van de Amerikaanse stad New York, die in een plan uit 1811 is vastgelegd. De andere namen L1-afstand en L1-norm zijn afgeleid van Lp-ruimte. Het rooster zorgt ervoor dat de kortste route die een voetganger of auto kan nemen om de afstand tussen twee punten in de stad te overbruggen, een lengte heeft die gelijk is aan de afstand tussen twee punten in de Manhattan-metriek, zoals in de afbeelding. 
De Manhattan-afstand wordt in formulevorm gedefinieerd als de som van de absolute verschillen tussen de met elkaar corresponderende coördinaten:
{\displaystyle d(\mathbf {a} ,\mathbf {b} )=\sum _{i}{|a_{i}-b_{i}|}}
Een ruimte, waar de Manhattan-metriek van toepassing op is, is een rooster.

## Voorbeelden
- De lijnen in rood, geel en blauw in de figuur zijn drie voorbeelden van de Manhattan-afstand tussen de twee zwarte, ronde punten. Zij zijn alle drie 12 eenheden lang. De groene lijn stelt de volgens de euclidische afstand kortste route voor tussen de twee punten. De 'euclidische' lengte van de groene lijn is 6·√2 ≈ 8,5 eenheden.
- In het tweedimensionale geval geldt in het algemeen het volgende.

Als {\displaystyle \mathbf {p} } en {\displaystyle \mathbf {q} \,} punten zijn met coördinaten {\displaystyle \mathbf {p} =(p_{1},p_{2})} en {\displaystyle \mathbf {q} =(q_{1},q_{2})} dan is de blokmetriek-afstand tussen {\displaystyle \mathbf {p} } en {\displaystyle \mathbf {q} }: 
{\displaystyle d(\mathbf {p} ,\mathbf {q} )=|p_{1}-q_{1}|+|p_{2}-q_{2}|\,}
Ter vergelijking: de euclidische afstand tussen {\displaystyle \mathbf {p} } en {\displaystyle \mathbf {q} } is 
{\displaystyle d_{\text{E}}(\mathbf {p} ,\mathbf {q} )={\sqrt {(p_{1}-q_{1})^{2}+(p_{2}-q_{2})^{2}\ }}}